# Sphaerosyllis parabulbosa
Sphaerosyllis parabulbosa är en ringmaskart som beskrevs av San Martín och López 2002. Sphaerosyllis parabulbosa ingår i släktet Sphaerosyllis och familjen Syllidae. Inga underarter finns listade i Catalogue of Life.